# Tálknafjörður
Die Landgemeinde Tálknafjörður (isländisch Tálknafjarðarhreppur) ist eine ehemalige Gemeinde im Nordwesten Islands in der Region Westfjorde.
2024 wurde sie mit der umgebenden Gemeinde Vesturbyggð vereinigt.

## Lage und Größe
Tálknafjörður ist ein kleiner Fischerort im gleichnamigen Fjord, der zu den Suðurfirðir Vestfjarða gezählt wird.
Auf der Landseite wurde das Gemeindegebiet vollständig von der Gemeinde Vesturbyggð umschlossen.
Es sind 161 Straßenkilometer bis nach Ísafjörður, der größten Stadt in den Westfjorden, und 403 Straßenkilometer bis nach Reykjavík.
Am 1. Januar 2023 hatte die Gemeinde 268 Einwohner, davon leben 244 im gleichnamigen Ort.

## Verkehrsverbindungen
Die Fahrt nach Reykjavík kann erheblich durch die Fähre von Brjánslækur nach Stykkishólmur verkürzt werden.
Der  Flugplatz Bíldudalur Flugplatz Bíldudalsflugvöllur mit täglicher Flugverbindung von und nach Reykjavík ist der nächstgelegene Flughafen und liegt im Fossfjörður.

## Infrastruktur
Der Ort verfügt unter anderem über Grundschule, Kindergarten, Schwimmbad mit Warmwasserbecken, über eine Bibliothek, Unterkünfte für Touristen, eine Tankstelle mit angeschlossenem Lebensmittelgeschäft und über einen Campingplatz.

## Kultur
Mit dem Bau der modernen Kirche Tálknafjarðarkirkja wurde am 6. Mai 2000 begonnen. Am 6. Mai 2002 wurde sie durch Bischof Karl Sigurbjörsson eingeweiht. Bekannt ist Tálknafjörður unter anderem auch wegen seines ab 1940 nahe am Ortskern angelegten Waldes Guðmundarlundur. Auch an mehreren Stellen innerhalb des Ortes und am Ortsrand wurden weitere kleine Wälder angelegt, so dass Talknafjörður in absehbarer Zeit zu den waldreichsten Orten Islands gehören könnte. Erwähnenswert ist auch das 1983 gegründete Museum Minjasafn Egils Ólafssonar að Hnjóti Es bezieht sich auf die Rettung der zwölfköpfigen Besatzung eines englischen Trawlers im Jahre 1947. Der Trawler lief in der Nähe von Tálknafjörður auf Grund, und da die Besatzung nicht vom Meer aus gerettet werden konnte, seilten sich Anwohner aus der Umgebung die 200 m hohe Steilküste ab und retteten alle.
Etwa 5 km nordwestlich von Tálknafjörður liegt der Hof Stóra Laukadalur mit der Kirche Stóra-Laugardalskirkja, die im Summer 1906 auf Kosten des Bauern Guðmundur Jónsson erbaut und am 3. Februar 1907 geweiht wurde und bis 2002 die Pfarrkirche Tálknafjörðurs war. Die seit 1990 denkmalgeschützte Kirche mit ihrem Dachreiter wurde aus Holz gebaut, das aus Norwegen importiert und dort bereits vorgefertigt und zurechtgesägt war. Sie hat eine Länge von 10,30 m und eine Breite von 7,74 m, und der Vorbau ist 2,30 m lang und 3,36 m breit. Auf einer der beiden Glocken der Kirche ist die Jahreszahl 1701 zu sehen, und die Orgel wurde um 1920 von Ísolf Pálsson gebaut. Das Altarbild ist eine Kopie des Gemäldes „Das Letzte Abendmahl“ von Leonardo da Vinci. Die Stóra-Laugardalskirkja hat 120 Sitzplätze, und der Überlieferung nach stand ihre Kanzel ursprünglich im Dom zu Odense in Dänemark und wurde von einem dänischen Kaufmann der Kirche Stóra-Laugardalskirkja geschenkt.

## Geschichte
Der gleichnamige Fjord, an dem sich der Ort befindet, wurde bereits im frühen Mittelalter im Buch der Landnahme Islands, dem Landnámabók, erwähnt, doch die Ortschaft entstand erst ab 1945 im Zusammenhang mit der Gründung einer Fischfabrik und wurde 1967 als eigenständige Gemeinde (Kauptún) anerkannt.
Der frühere Name des Ortes war Sveinseyri.
1987 erreichte die Einwohnerzahl mit 379 ihren bisherigen Höchststand.
Einer Vereinigung mit der erheblich größeren Samtgemeinde Vesturbyggð, deren Gebiet den Ort Tálknafjörður vollständig umschließt, hat die Bevölkerung in einem Referendum am 8. Oktober 2005 eine Absage erteilt.
Am 28. Oktober 2023 gab es eine erneute Abstimmung.
Jetzt stimmten 72,1 % der Einwohner dieser Gemeinde für einen Zusammenschluss.

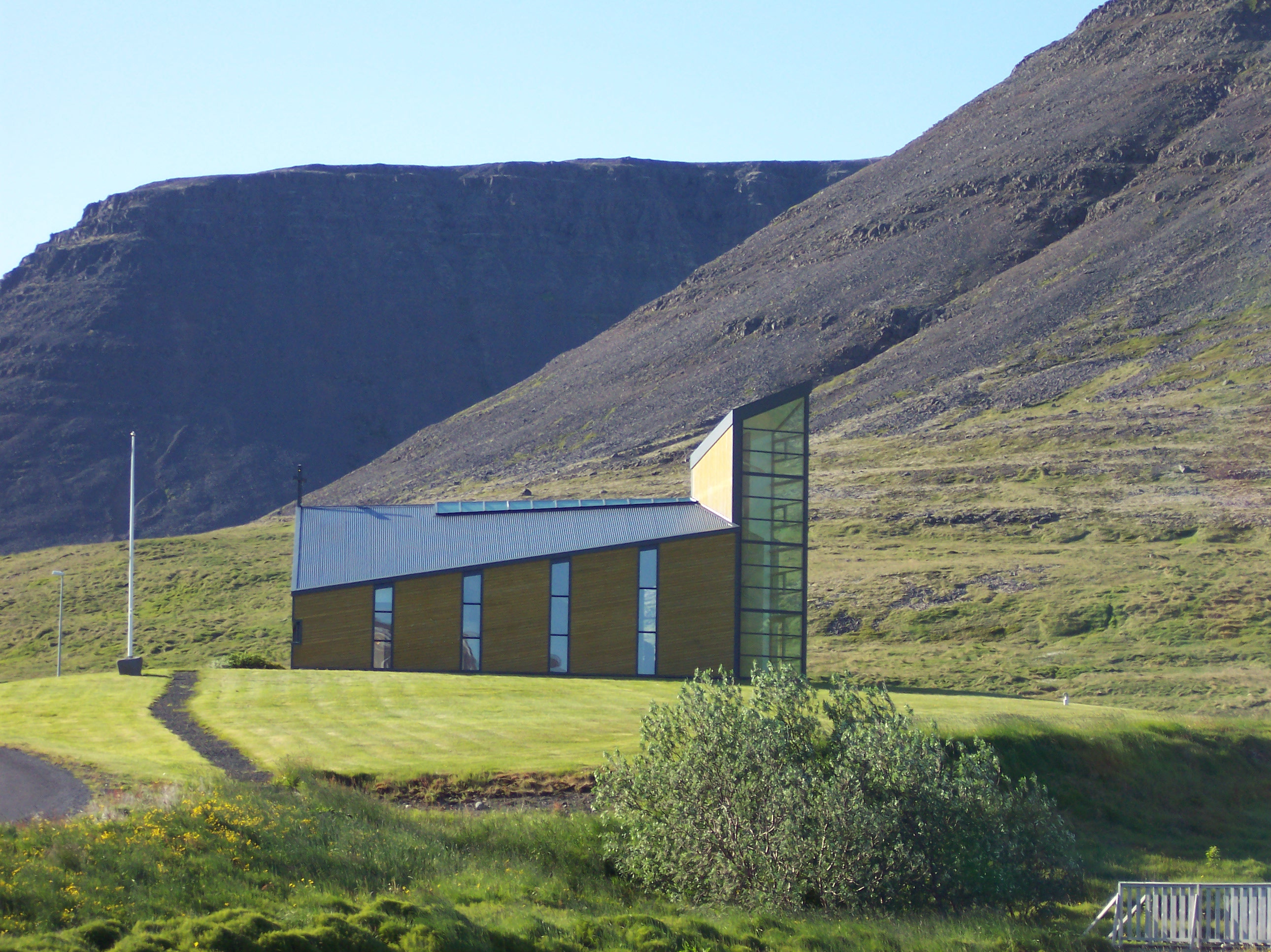
Kirche Tálknafjarðarkirkja

## Einwohnerentwicklung
| Datum         | Einwohner |
| ------------- | --------- |
| 1. Dez. 1997: | 327       |
| 1. Dez. 2003: | 349       |
| 1. Dez. 2004: | 326       |
| 1. Dez. 2005: | 297       |
| 1. Dez. 2006: | 292       |